# Pasteur Athletique Club

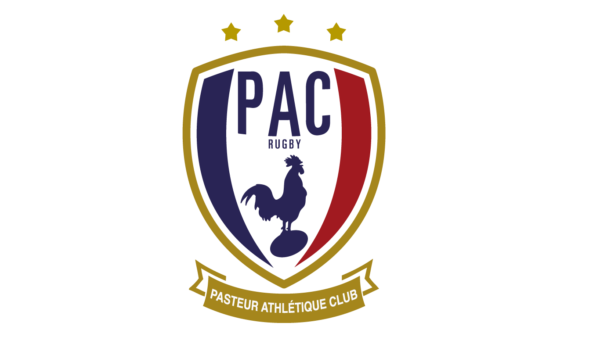
Logo do time

O Pasteur Athletique Club é uma agremiação esportiva com sede na cidade de São Paulo, SP, Brasil. Fundado em 13 de outubro de 1981, é um dos principais clubes de rugby do Brasil. 

## História
O clube tem ligação com o Liceu Pasteur, na unidade do Mainrinque, onde entre 1962 e 1964 começou a ser praticado o rugby por alunos de origem francesa, que praticavam a modalidade em seu país, onde ela é popular. Naquela época boa parte dos clubes de rúgbi de São Paulo eram formados por comunidades estrangeiras, a exemplo do SPAC (fundado por ingleses), Nippon (fundado por japoneses e Alphaville (fundado por Argentinos). 
Foi formado um time juvenil, que passou a ser chamado de "Le Pasteur" (em francês) ou "o Pasteur" e o galo foi escolhido como seu mascote, algo que remete à sua origem, já que este animal é um tradicional símbolo francês. Na década de 80 os times de rúgbi existiam em sua maioria de forma informal, algo que teve de mudar, caso quisessem desenvolver sua prática. Então, em 13 de Outubro de 1981 foi oficialmente fundado o Pasteur Athletique Club (com grafia em francês para Pasteur Atlético Clube), de forma independente do Liceu Pasteur. 
Na época, os principais dirigentes foram Sr. Taulère, Jean François Teisseire e Zakarias Nahas, entre outros. Com o passar dos anos, muitos dos jogadores de origem francesa acabaram se distanciando, por motivos diversos, enquanto brasileiros começaram a ingressar na equipe, tornando-a mais cosmopolita. Apesar da "abertura" o clube ainda é visto como um elo com a comunidade francesa no Brasil, sendo muitas vezes lembrado por veículos da imprensa francesa, chegando a ser assunto de matéria do Le Figaro, um dos maiores jornais da França.
O clube investe em suas categorias de base e também participa de projetos inclusivos voltados para o rugby. Desde que surgiu o Pasteur tem servido a Seleção Brasileira de Rugby com jogadores em diversas categorias.

## Símbolos
Por suas origens remeterem ao Liceu Pasteur e aos jogadores de origem francesa, então alunos do referido instituto, todo o simbolismo do clube remete aos símbolos esportivos da França. O uniforme é o tradicional tricolor com as cores azul, vermelho e branco, as mesmas da bandeira francesa. O mascote é galo e está inserido no escudo, também tricolor.

## Títulos
Entre as principais conquistas estão o tricampeonato brasileiro e o tetracampeonato paulista masculino adulto. Além disso, a equipe é também tri vice-campeã brasileira e por cinco vezes foi vice-campeã paulista. O último título de expressão foi o Campeonato Brasileiro de Rugby de 2023, quando foi campeão invicto ao bater na final o Poli por 15 a 13. Era uma taça que o "Galo" não levantava desde 1994.
- Campeonato Brasileiro de Rugby campeão 3 vezes (1987, 1994 e 2023)
- Campeonato Paulista de Rugby Campeão 4 vezes (2012, 2015, 2019 e 2023)

### Campanhas de Destaque
- Campeonato Brasileiro de Rugby vice-campeão 3 vezes (1974*, 2001, 2013)
- Campeonato Brasileiro de Rugby Série B vice-campeão 1 vez (2008)
- Campeonato Paulista de Rugby vice-campeão 5 vezes (1998, 2000, 2009, 2010 e 2013)

*(ainda como alunos do Colégio Liceu Pasteur)